# Гренби
Гренби (на английски: Granby) е град в окръг Гранд, щата Колорадо, САЩ. Гренби е с население от 1525 жители (2000) и обща площ от 4,6 km². Намира се на 2428 m надморска височина. ЗИП кодът му е 80446, а телефонният му код е 970.